# Motivo BACH

Motivo BACH.

Cruz BACH, usada para ilustrar el motivo en el, aunque se desconoce que Bach la utilizara.

El motivo BACH, en música es la secuencia de notas si bemol–la–do–si natural. La secuencia se denomina BACH porque, siguiendo la notación clásica alemana, el si se representa por la letra B, la es una A, do se corresponde con la C y el becuadro se asemeja a la H y de este modo al componerlo resulta dicho nombre. 
Este motivo de cuatro notas ha sido usado por numerosos compositores, usualmente como homenaje a Johann Sebastian Bach. El primer ejemplo conocido, sin embargo, está en una obra de Jan Pieterszoon Sweelinck del siglo XVII — es posible, si bien no está comprobado, que lo usara en homenaje a uno de los ancestros de Johann Sebastian, muchos de ellos también músicos.
El mismo J. S. Bach lo usó como un sujeto de fuga en la parte final de Die Kunst der Fuge, una obra que no llegó a concluir antes de morir en 1750. También aparece en varias otras obras suyas, tales como el final de la cuarta variación de las Variaciones canónicas sobre Vom Himmel Hoch, BWV 769. Su aparición en el penúltimo compás del Kleines harmonisches Labyrinth, BWV 591, no se considera muy significativa y la obra quizás sea espuria (se ha sugerido a Johann David Heinichen como posible compositor). También aparece en la Pasión según San Mateo en la sección donde el coro canta "Este hombre verdaderamente era el hijo de Dios." En muchas obras, si bien las notas B-A-C-H no se tocan exactamente, es usada una transposición del motivo (una secuencia de notas con los mismos intervalos: bajar un semitono, subir una tercera menor, bajar un semitono).
Existe una fuga para teclado en fa mayor por uno de los hijos de Bach, probablemente o Johann Christian Bach o Carl Philipp Emanuel Bach, usando el motivo, pero no fue hasta el siglo XIX, cuando renació el interés por Bach, que el motivo comenzó a usarse con cierta regularidad.
Quizás debido a que el mismo Bach lo empleó en una fuga, el motivo a menudo es usado por otros compositores en fugas u otros tipos de compleja escritura contrapuntística.

## Obras que emplean el motivo
Obras que emplean prominentemente el motivo, en orden cronológico:
- 1845 - Robert Schumann: Seis fugas para órgano, piano a pedales o harmonio, Op. 60
- 1855 - Franz Liszt: Fantasie und Fuge über das Thema B-A-C-H, para órgano S.529, posteriormente arreglada para piano.
- 1878 - Nikolái Rimski-Kórsakov: Variaciones sobre BACH, para piano.
- 1900 - Max Reger: Fantasía y Fuga sobre B-A-C-H para órgano.
- 1910 - Ferruccio Busoni: Fantasia Contrappuntistica para piano (primera versión; posteriores revisiones en 1912 y 1922).
- 1911 - Carl Nielsen: Concierto para violín y orquesta, Op. 33/FS 61.
- 1931 - Sigfrid Karg-Elert: Passacaglia y Fuga sobre B-A-C-H, para órgano, Op. 150.
- 1932 - Arthur Honegger: Prélude, Arioso, Fughette para piano (posteriormente arreglado para orquesta de cuerda).
- 1932 - Francis Poulenc: Valse-improvisation sur le nom Bach para piano .
- 1937-38 - Anton Webern: Cuarteto de cuerda (la serie dodecafónica está basada en el motivo BACH).
- 1952 - Jean Coulthard: Variaciones sobre BACH para piano .
- 1952 - Luigi Dallapiccola: Quaderno musicale di Annalibera.
- 1964 - Arvo Pärt: Collage sobre B-A-C-H para cuerdas, oboe, clavicémbalo y piano.
- 1971 - Bertold Hummel: Metamorfosis sobre B-A-C-H para órgano e instrumentos de viento, Op. 40.
- 1974 - Rudolf Brucci: "Metamorfosis B-A-C-H" para cuerdas.
- 1976 - Milos Sokola: Passacaglia quasi Toccata sobre B-A-C-H para órgano.
- 1985 - Alfred Schnittke: Concerto Grosso n.º 3.
- 1990 - Ron Nelson: Passacaglia (Homenaje sobre B-A-C-H) para conjunto de viento.
- 1994 - Manuel Castillo: Sinfonía n.º 3 Poemas de Luz
- 2000 - Bertold Hummel: Aforismos sobre B-A-C-H para para percusión y cuerdas, Op. 105.
- 2011- John Zorn: Passagen (Dedicada a Elliott Carter y presentada a él como un regalo de cumpleaños)
- 2015- Andrés Valero Castells: Certamen de Elda, XXX Aniversario ("Bachsodoble", o lo que es lo mismo, pasodoble sobre motivos de Bach encargado al autor, por el XXX Certamen de Música de Moros y Cristianos de Elda (Alicante).[1]

El motivo también aparece de pasada en varias otras obras entre ellas: Las Variaciones para orquesta (1926-28) de Arnold Schoenberg y su Cuarteto de cuerda nº 3 (1927), la Pasión según San Lucas de Krzysztof Penderecki, la cadenza para el primer movimiento del Concierto para piano nº 4 de Beethoven realizada por Johannes Brahms y el movimiento quinto y final de la Sonata para piano en mi menor (1910-11) de Leopold Godowsky.

## Otros motivos de signatura
Nota: Estos son posibles debido a que, en alemán, Mi bemol es "Es" que suena igual que 'S', y La bemol es "As".
Entre otros motivos de signatura están:
- Fa, Mi bemol, Do, Si natural para Franz Schubert (F. Schubert).
- Mi bemol, Do, Si natural, Si bemol, Mi, Sol para Arnold Schoenberg (Schönberg).
- Re, Mi bemol, Do, Si natural para Dmitri Shostakóvich (D. Schostakowitsch; véase DSCH).
- Si bemol, Mi, Si bemol, La or Si bemol, La, Si bemol, Mi por Béla Bartók (Béla Bartók, el motivo posterior reconociendo la práctica del húngaro de colocar el apellido antes del nombre, véase eastern order).
- Do, La, Sol, Mi para John Cage, usado por Pauline Oliveros en A Canon on the Name of Cage[2] y, en la composición "CAGE DEAD", por Simon Jeffes de la Penguin Cafe Orchestra.
- La, Si bemol, Si natural, Fa para Alban Berg y Hanna Fuchs-Robettin (A. B, y H. F.), usados en la Suite Lírica de Berg.
- La, Si bemol, Mi, Sol, Sol para Meta Abegg, la inspiración de las Variaciones Abegg, Op. 1 de Robert Schumann.
- La, Mi bemol, Do, Si y La bemol, Do, Si (ASCH y AsCH), usados en el Carnaval de Schumann. Está involucrado románticamente con Ernestine von Fricken, quien provenía de un pueblo cuyo nombre en alemán era "Asch". Estas letras también aparecen en el propio nombre de Schumann. Cada pieza en todo el ciclo está basada en uno de estos dos motivos.